# Challenger de Forli III 2022
El torneo Città di Forlì III 2022 fue un torneo de tenis perteneció al ATP Challenger Tour 2022 en la categoría Challenger 80. Se trató de la 5ª edición; el torneo tuvo lugar en la ciudad de Forli (Italia), desde el 17 hasta el 23 de enero de 2022 sobre pista dura bajo techo.

## Jugadores participantes del cuadro de individuales
| Favorito | País                  | Jugador          | Rank1 | Posición en el torneo |
| -------- | --------------------- | ---------------- | ----- | --------------------- |
| 1        | Bandera de Canadá     | Vasek Pospisil   | 134   | Cuartos de final      |
| 2        | Bandera de Francia    | Quentin Halys    | 153   | FINAL                 |
| 3        | Bandera de Turquía    | Cem İlkel        | 154   | Primera ronda         |
| 4        | Bandera de Turquía    | Altuğ Çelikbilek | 164   | Primera ronda         |
| 5        | Bandera de Francia    | Grégoire Barrère | 167   | Primera ronda         |
| 6        | Bandera de Polonia    | Kacper Żuk       | 171   | Primera ronda         |
| 7        | Bandera de Alemania   | Daniel Masur     | 181   | Segunda ronda         |
| 8        | Bandera de Eslovaquia | Lukáš Lacko      | 189   | Primera ronda         |

- 1 Se ha tomado en cuenta el ranking del 10 de enero de 2022.

### Otros participantes
Los siguientes jugadores recibieron una invitación (wild card), por lo tanto ingresan directamente al cuadro principal (WC):
- Matteo Arnaldi
- Stefano Napolitano
- Andrea Pellegrino

Los siguientes jugadores ingresan al cuadro principal tras disputar el cuadro clasificatorio (Q):
- Marius Copil
- Antoine Escoffier
- Borna Gojo
- Lukáš Rosol
- Evgenii Tiurnev
- Kaichi Uchida

## Campeones

### Individual Masculino
- Pavel Kotov derrotó en la final a  Quentin Halys, 7–5, 6–7(5), 6–3

### Dobles Masculino
- Victor Vlad Cornea /  Fabian Fallert derrotaron en la final a  Jonáš Forejtek /  Jelle Sels, 6–4, 6–7(6), [10–7]